# Kalitev
Kalitev je proces v razvoju rastline, ki se začne po obdobju počitka semena. Seme začne kaliti, ko pride v stik z vodo. Takrat zarodek nadaljuje svoj prekinjeni razvoj in začne rasti (kaliti).